# Gustav von Wangenheim
Gustav von Wangenheim, nome artístico de Ingo Clemens Gustav Adolf Freiherr von Wangenheim (18 de fevereiro de 1895 — 5 de agosto de 1975) foi um ator, roteirista e diretor de cinema mudo alemão, sendo o seu maior papel Thomas Hutter no filme Nosferatu de F. W. Murnau.

## Filmografia
- 1955: Heimliche Ehen (diretor/roteirista)
- 1955/1956: Lied über dem Tal (diretor)
- 1953/1954: Gefährliche Fracht (diretor)
- 1949: Der Auftrag Höglers (diretor/roteirista)
- 1948: …und wieder 48! (diretor/roteirista)
- 1935: Kämpfer (diretor/roteirista)
- 1931: Danton
- 1929: Frau im Mond (A Mulher na Lua]]
- 1923: Schatten
- 1922: Das Feuerschiff
- 1922: Der Liebe Pilgerfahrt
- 1922/1923: Der steinerne Reiter
- 1921: Nosferatu, Eine Symphonie des Grauens (Nosferatu, uma sinfonia de horrores)
- 1920: Das Haus zum Mond
- 1920: Der Tempel der Liebe
- 1920: Kohlhiesels Töchter
- 1919: Die Welteroberer
- 1919: Kitsch. Tragödie einer Intrigantin
- 1919/1920: Romeo und Julia im Schnee
- 1918: Ferdinand Lassalle
- 1917: Die Erzkokette
- 1916: Das Leid der Liebe
- 1916: Homunculus. 3. Teil: Die Liebestragödie des Homunculus
- 1914: Passionels Tagebuch